# Fondamentaux de géopolitique
Fondamentaux de géopolitique : L'avenir géopolitique de la Russie (russe : Основы геополитики: геополитическое будущее России) est un livre de géopolitique écrit par Alexandre Douguine et publié en 1997. Devenu un classique de la géopolitique post-soviétique, le livre bénéficie d'une forte influence parmi les élites militaires et diplomatiques russes. 
Il promeut une stratégie de subversion visant à isoler et affaiblir les États-Unis de l'intérieur, couper le Royaume-Uni du reste de l'Europe, partager le vieux continent entre une sphère russe et une zone d'influence franco-allemande, et une expansion en Asie centrale aux dépens de la Chine. À ces fins, il propose une alliance russo-islamiste et la liquidation de l'OTAN. La thèse majeure du livre est que si l'implosion de l'Union des républiques socialistes soviétiques a été un recul pour la Russie, « la bataille des Russes pour la domination mondiale n'est pas finie ».

## Présentation générale

### Histoire de publication
L'auteur principal de l'ouvrage est Alexandre Douguine, conseiller politique et théoricien géopolitique russe. Le manuscrit a été relu par le général Nikolaï Klokotov, enseignant à l'école d'État-major russe. Les deux auteurs auraient reçu l'aide du colonel-général Leonid Ivashov, chef du bureau International du ministre de la Défense de Russie. Klokotov déclare que dans l'avenir le livre « servirait de puissantes fondations idéologiques pour préparer un nouveau commandement militaire ».

### Contenu
L'ouvrage affirme que « la bataille pour la domination mondiale des Russes [ethniques] » n'est pas finie et que la Russie demeure « la tête de pont d'une nouvelle révolution anti-américaine anti-bourgeoise ». La Russie doit mettre en œuvre une politique de puissance pour fonder un empire eurasien, qui se construira « sur le principe fondamental de l'ennemi commun : le rejet de l'atlantisme, le contrôle stratégique des USA, et le refus de laisser les valeurs libérales nous dominer ».
Les opérations militaires y jouent un rôle relativement mineur. L'ouvrage promeut un programme sophistiqué de subversion, de déstabilisation et de désinformation, dont les services secrets sont le fer de lance. Ces opérations sont soutenues par l'utilisation agressive des ressources en gaz, pétrole et des autres ressources naturelles, pour intimider et faire pression sur les autres pays.
Le livre insiste sur la promotion de l'anti-américanisme tous azimuts : « le bouc émissaire principal sera précisément les USA ».

## Plan stratégique

### Europe
La Russie souhaitant mettre en place un empire russe eurasiatique, l'Europe est un acteur majeur de la géopolitique russe. La Russie considère que l'Europe a une position peu enviable car elle est instrumentalisée par les États-Unis comme un cordon sanitaire, une zone-tampon qui la protège de la Russie, et est donc vulnérable. La Russie ne pourra atteindre la domination mondiale qu'en assurant une Europe unifiée dans un gouvernement fédéral franco-allemand ami et inoffensif vis-à-vis de la Russie. Ainsi, pour la Russie, « la tâche maximale [dans l'avenir] est la finlandisation de toute l'Europe ». 
Pour ce faire, la Russie doit stimuler les sentiments anti-américains et assurer un retrait de l'OTAN du vieux continent. Le projet d'intégration européenne aurait « été développé exclusivement par les efforts des intellectuels qui ont collaboré avec la Commission trilatérale, ou toute organisation mondialiste supranationale » ; il s'agit donc pour la Russie de lutter contre toute influence américaine libérale.
- l'Allemagne se voit offerte la domination politique de facto des États protestants et catholiques d'Europe centrale et orientale, et ainsi, de l'empire européen. L'oblast de Kaliningrad pourrait retourner à l'Allemagne, en échange de certains des pays qui vont de la mer Baltique à la mer Noire. Le livre prévoit un « axe Moscou-Berlin » qui permette à la Russie de compenser sa faiblesse économique, et à l'Allemagne, sa faiblesse politique[1].
- la France est vue comme la deuxième puissance européenne, encouragée à rejoindre un bloc franco-allemand, où elle agirait comme la deuxième force. La Russie doit exercer une influence idéologique en France afin de stimuler la « ferme tradition anti-atlantiste » du pays. Il s'agit également d'appuyer l'extrême-droite française, qui agit dans le sens d'un rapprochement avec la Russie et qui affaiblit la protection américaine[1].
- le Royaume-Uni, considéré comme une base flottante des États-Unis, devrait être séparé de l'Europe pour l'affaiblir politiquement et économiquement[6]. Il s'agit aussi de contrer les stratégies britanniques qui visent à rendre l'Europe de l'Est indépendante de la Russie et de l'Allemagne[1].
- l'Italie est considérée comme un poids mort dans la géopolitique mondiale, un non-acteur qui a vocation à faire partie de la zone d'influence allemande[3].
- le Vatican est un adversaire idéologique, en ce qu'il est le symbole de l'Europe rationaliste et libérale, opposée à l'orthodoxie russe[3].
- la Finlande devrait être absorbée par la Russie. Le Sud de la Finlande serait associée à la République de Carélie, et le Nord à l'oblast de Mourmansk[1].
- l'Estonie serait livrée à la sphère d'influence de l'Allemagne.
- la Lettonie et la Lituanie se verraient conférer un « statut spécial » dans la sphère russo-eurasiatique.
- La Pologne se verrait conférer un « statut spécial » dans la sphère eurasiatique.
- La Roumanie, la FYROM, la Bosno-Serbie et la Grèce — le « collectif orthodoxe de l'Est » — s'aligneraient sur « Moscou, troisième Rome », et rejetterait le rationalisme individualiste de l'Occident.
- La Moldavie doit être unifiée avec la Roumanie, sous l'égide de la Russie.
- l'Ukraine, une « anomalie absolue », un non-État, doit être conquis et annexé par la Russie, à commencer par ses zones russophones. Il ne devrait pas être permis à l'Ukraine d'être indépendante, de peur qu'elle ne devienne une composante dans une stratégie d'endiguement contre la Russie.
- La Macédoine doit être appuyée et obtenir un statut spécial afin de neutraliser cette pomme de discorde dans les Balkans.
- La Biélorussie doit être intégrée à la Russie et conserver un minimum d'autonomie.

### Afrique
L'Afrique est peu présente dans l'ouvrage de Douguine, qui considère qu'elle représente l'hémisphère Sud pauvre et faible.
- Le Maroc, l'Algérie et l’Égypte sont considérés comme trois pays artificiellement atlantistes, « qui ne contrôlent pas entièrement la situation et qui reposent sur les baïonnettes américaines et l'argent des Américains ». Dès lors, tous les régimes pro-EU devraient chuter dès lors que des guerres de libération panarabes émergent[3].
- La Libye peut être la base d'un bloc arabe anti-américain[3].

### Moyen-Orient et Asie centrale
L'ouvrage insiste sur l'« alliance russo-islamique », laquelle constitue la « fondation de la stratégie anti-Atlantique ». L'alliance est censée reposer sur « le caractère traditionnel des civilisations russe et islamique ».
- l'Iran est un allié clef. Le livre parle d'un « axe Moscou-Téhéran ». L'islamisme de l'Iran le rend incompatible avec la modernité occidentale, ce qui le rapproche de la Russie.
- la Turquie est perçue comme nécessairement atlantiste. Sa visée pan-turque en fait un ennemi naturel de la Russie, qui doit chercher à la casser par tous les moyens. La Russie aurait besoin de causer des « chocs géopolitiques » à l'intérieur de la Turquie. Ceci s'obtiendrait en utilisant les Kurdes, les Arméniens ou toute autre minorité.
- l'Arabie saoudite, génétiquement pro-américaine, est l'ennemi héréditaire d'un des plus grands alliés russes, l'Iran.
- l'Arménie a un rôle particulier : elle sert de « base stratégique », et il est nécessaire de créer « un axe secondaire Moscou-Erevan-Téhéran ». Les Arméniens sont « un peuple aryen [comme] les Iraniens et les Kurdes ». Il s'agit du seul peuple post-soviétique mono-ethnique.
- le Haut-Karabagh doit être assuré comme une zone tampon neutre par la Russie, car il s'agit du point d'équilibre de tout le Caucase.
- l'Azerbaïdjan pourrait être partagée entre l'Iran, la Russie et l'Arménie.
- la Géorgie serait démembrée. L'Abkhazie et une « Ossétie unie », comprenant l'Ossétie du Sud géorgienne, seraient incorporées à la Russie. La Géorgie ne serait en aucun cas autorisée à avoir une ligne politique indépendante.
- Le livre considère le Caucase comme un territoire russe, y compris « les rives occidentale et septentrionale de la Caspienne (les territoires du Kazakhstan et du Turkménistan) », ainsi que l'Asie centrale, mentionnant le Kazakhstan, l'Ouzbékistan, le Kirghizistan et le Tadjikistan[1].
- Le Kazakhstan est un territoire pivot, en ce qu'il doit être la base de projection de la Russie dans les républiques d'Asie centrale. Ainsi, « l'intégration cohérente et réfléchie du Kazakhstan dans un bloc continental commun avec la Russie est la base de toute la politique étrangère de ce continent ».
- le Tatarstan est une menace pour l'intégrité russe, du fait du sentiment national développé de ses membres. Il est nécessaire de le supprimer petit à petit en y faisant immigrer des Russes.

### Asie
- la Chine, qui représente une menace pour la Russie, « doit, autant que possible, être démantelée », car elle serait toujours alliée de l'atlantisme sur le long terme. La Russie devrait donc se constituer un glacis stratégique à travers le Tibet, le Xinjiang, la Mongolie et la Mandchourie[7]. La Russie devrait proposer à la Chine son aide « dans une direction méridionale — Indochine (sauf le Viet-Nam), Philippines, Indonésie et Australie » comme compensation géopolitique[1].
- la Mongolie doit être protégée en tant qu'alliée de premier plan, car il s'agit d'un glacis protecteur pour le sud de la Sibérie face à la Chine. Elle pourrait être absorbée dans la Russo-Eurasie.
- le Japon a été « stratégiquement colonisé » par les États-Unis, mais reste une puissance capable de rejeter l'Amérique de la zone asiatique, comme elle l'a déjà cherché par le passé, et comme elle le ferait actuellement par le biais de la guerre économique. La Russie manipulerait la politique nippone en offrant au Japon les Îles Kouriles et en attisant l'anti-américanisme.
- l'Inde, si elle est tournée vers la thalassocratie, peut faire l'objet d'une alliance avec la Chine, l'Afghanistan et l'Iran. Cela permet à la Russie de sécuriser l'océan Indien, qui se trouve sur l'axe stratégique de l'Histoire.

### Amérique
- les États-Unis, ennemi ultime de la Russie, doit être battu par tous les moyens. La Russie doit, grâce à ses services spéciaux, semer le doute au sein des Américains sur eux-mêmes et sur la validité de leurs institutions démocratiques, ainsi qu'attiser le séparatisme, les discriminations et les racismes de toutes sortes, et appuyer notamment les combats racistes et antiracistes afin d'encourager l'antagonisme social (à commencer par l'excitation des « racistes afro-américains »). L'objectif est d'affaiblir l'Amérique de l'intérieur en appuyant « tous types de séparatisme et de conflit ethnique, social ou racial ». La Russie doit aider le Parti républicain, qui souhaite un retrait du pays de la sphère internationale et milite pour sa perte d'influence à l'étranger.
- le Canada, jamais mentionné dans le livre, est constamment assimilé à l'Amérique.
- l'Amérique du Sud doit être un terrain privilégié de la lutte contre l'Amérique, et la Russie doit y réduire l'influence américaine en réduisant leur emprise sur les pays du continent. Il s'agit d'appuyer l'hispanophonie, faire reculer l'anglophonie.

## Chapitres

### Partie 1: les pères fondateurs de la géopolitique

#### Chapitres 1 à 9: les premiers auteurs
L'auteur commence par une revue synthétique de l'histoire de la géopolitique en tant que discipline et en tant que doctrine. Il revient sur les écoles géopolitiques russe, allemande, britannique, française et américaine, à travers notamment les œuvres de Friedrich Ratzel, Friedrich Naumann, Carl Schmitt, Paul Vidal de La Blache, etc. 

#### Chapitre 10: la géopolitique comme instrument de politique nationale
L'analyse géopolitique cherche à inclure des processus historiques, les relations entre les États, mais aussi une approche ethnographique et économique. Elle est par nature transdisciplinaire. Toute géopolitique a comme fondements des dualismes fondamentaux : la terre et la mer, la tellurocratie et la thalassocratie, mais aussi des concepts tels que l'idéocratie, l'axe géographique de l'Histoire, etc.
Alexandre Douguine soutient que le géopolitologue est nécessairement engagé, et qu'il ne peut atteindre la neutralité ou l'objectivité : le géopolitique est aussi citoyen, et parfois acteur, de la Cité. Chaque auteur est influencé par son pays d'origine : les géopolitologues anglo-saxons se sont ainsi souvent concentrés sur la mer comme facteur de puissance, quand les Russes se concentrent sur le Heartland (le continent). 
Toutefois, « la situation est plus compliquée avec les Français, qui ont comme choix théorique d'identifier [leur orientation] par eux-mêmes : ou bien se sentir thalassocratie ou bien tellurocratie ». Selon l'orientation choisie, ils seront plus proches du monde anglo-saxon ou germanophone. L'Allemagne a une position singulière en ce qu'elle est généralement tournée vers le monde eurasiatique (le continent), mais cette orientation est rebutée par le monde slave, l'Asie, et son opposition à la Russie.
Le géopolitologue est celui qui, reconnaissant les tendances historiques du développement spatial, comprend le rôle de l’État et des peuples pour formuler un projet pour le futur.

### Partie 2: les théories géopolitiques modernes

#### Chapitre 1: vue d'ensemble
Douguine résume la géopolitique du XXe siècle. Il considère que les États-Unis ont mis en place, avec succès, un plan de domination mondiale basé sur la maîtrise des mers. La géopolitique européenne est inexistante après la Seconde guerre mondiale, sauf de 1959 à 1968, lorsque Charles de Gaulle a affirmé une volonté d'autonomie pour la France. Parce que la France ne pouvait résister au monde thalassocratique seul, la question de l'alliance franco-allemande s'est posée, ainsi que du renforcement des liens avec l'URSS.
Les années 1970 ont rendu nécessaire le retour de la géopolitique comme domaine d'études académique. Les anglo-saxons ont réintroduit le sujet dans leurs cursus, et en France, l'école géopolitique d'Yves Lacoste est née. Toutefois, ce ne sont que les franges marginales de l'extrême-droite qui ont su rester fidèles aux théories géopolitiques du XIXème siècle. Douguine crédite à ce titre Alain de Benoist.
L'auteur remarque que si la géopolitique a été bannie en URSS, car elle était considérée comme une pseudoscience bourgeoise, des réflexions géopolitiques ont en fait été menées dans des champs universitaires plus traditionnels, tels que les relations internationales ou encore la stratégie militaire. Les politiques étrangères menées par le pays montrent toutefois un vrai intérêt géopolitique : la volonté de l'URSS de renforcer sa position dans le sud de l'Eurasie, la pénétration de l'Afrique, la déstabilisation de l'Amérique latine pour briser la doctrine Monroe et affaiblir les États-Unis, etc.

#### Chapitre 2: l'Atlantisme moderne
La géopolitique américaine a été très influencée par les thèses de Nicholas Spykman. Ses épigones ont publié divers ouvrages pour prolonger leur maître. Maynig a par exemple défendu la thèse selon laquelle l'Europe de l'Ouest, la Grèce, la Turquie, l'Iran, le Pakistan et la Thaïlande sont les plus enclins à intégrer un bloc thalassocratique. Kirk, lui, a développé une théorie du Rimland selon laquelle les civilisations côtières sont celles auxquelles l'Histoire est ouverte.
L'Atlantisme moderne se fonde sur une conception géographique de la mer comme une ceinture des pays continentaux. Il est nécessaire de contrôler les côtes pour bloquer et entourer le pays adverse. Cette stratégie de linkage a conduit l'Amérique à s'impliquer dans la guerre du Vietnam et à intensifier les relations avec la Chine. La stratégie des États-Unis face à la Russie doit toujours être la stratégie de l'anaconda, c'est-à-dire encercler la Russie grâce à l'OTAN en Europe, une alliance avec les pays d'Asie centrale, ainsi qu'avec la Corée et le Japon.
Pour Douguine, la Guerre froide a été gagnée grâce à l'acuité stratégique américaine. Le pays ne peut être encerclé car il prend la forme d'une île-continent ; il a utilisé l'Europe comme cordon sanitaire, lui confiant un rôle peu enviable ; il a utilisé ses alliances avec la Grèce et la Turquie (en les faisant rejoindre l'OTAN) pour assurer le flanc méditerranéen et oriental face à la Russie. Il a ensuite bâti une série d'alliances en Asie, de la Thaïlande au Japon, pour bloquer par l'Est.
L'auteur soutient que l'URSS n'avait, face à la stratégie de l'anaconda, que deux issues : 
1. S'étendre vers l'Ouest en conquérant l'Europe, assurer un accès aux mers chaudes et ainsi casser l'encerclement de l'anaconda ;
2. Se retirer d'Europe de l'Est, en échange d'un retrait des forces de l'OTAN d'Europe de l'Ouest, pour la création d'un bloc européen. Cette option était discutée par le général de Gaulle.

Selon Karl Schmitt, le développement d'une politique de l'air (aérocratie) et de l'espace (éthérocratie) constituent une extension de la thalassocratie. Il s'agit d'une divergence face à la tellurocratie, attachée au sol. La politique spatiale est donc « le stade ultime de la stratégie atlanticiste ».
L'auteur appelle à considérer l'atlantisme moderne comme dual : le néo-atlantisme, celui de Samuel Huntington, est pessimiste, là où l'atlantisme classique de Francis Fukuyama est optimiste et considère la victoire américaine comme irrévocable. Ces deux doctrines correspondent au Parti républicain et au Parti démocrate. Huntington a compris que l'Histoire ne finirait pas, et que les États-Unis devaient renforcer leurs positions face aux civilisations confucéennes et islamiques, qui, côtières, mettent en danger ses intérêts.

#### Chapitre 3: le mondialisme
Le mondialisme est une idéologie qui postule que l'intégration planétaire complète en un monde unique (le Monde Un) est inévitable. Cette idée trouve sa source dans des mouvements chrétiens du Moyen Âge, et se perpétue dans la philosophie de l'histoire d'Auguste Comte et dans l'eschatologie humaniste de Gotthold Ephraim Lessing.
Le gouvernement unifié du monde a été soutenu par plusieurs écoles de pensée. On en trouve chez les socialistes anglais modérés (notamment les membres de la Fabian Society), mais aussi chez les communistes. Cecil Rhodes, organisateur du Groupe de la Table Ronde, cherchait aussi à contribuer à la création d'un gouvernement mondial unique. La Société des Nations et l'Organisation des Nations unies en sont des continuations.
Douguine considère que le mondialisme s'est exprimé à travers des mouvements différents. Un de ses avatars est la théorie de la convergence, selon laquelle l'opposition entre capitalisme et communisme aurait lieu grâce à une nouvelle idéologie intermédiaire. Le soviétisme devait pour cela abandonner sa ligne dure au profit de la social-démocratie révisionniste, qui rejette la dictature de prolétariat et la lutte des classes, ainsi que l'abolition de la propriété privée des moyens de production. L'Occident, lui, limiterait la liberté totale du marché, introduirait une régulation économique, etc.
L'Amérique aurait trahi la bonne volonté de Gorbatchev de converger vers un gouvernement mondial qui admette en son sein les voix divergentes de l'Europe de l'Est et de la Russie, principalement en ne donnant pas de gage à la Russie : l'OTAN n'a pas été dissoute.
Un des théoriciens principaux du mondialisme est, selon Douguine, Jacques Attali, conseiller spécial de François Mitterrand. Jacques Attali soutient que nous vivons dans l'ère de la monnaie, qui, par une rationalisation quasi-totale de la vie sociale, cherche à marchandiser et donner une valeur à chaque chose. Il prévoit une grande ère où le libéralisme démocratique deviendra dominant, réduisant ainsi l'importance des réalités géopolitiques. Le Monde Un serait alors soutenu par une nouvelle logique, celle de la géoéconomie. La géopolitique de demain serait en réalité quasi-exclusivement liée aux dynamiques économiques. Carlo Santoro a développé un modèle étendant la logique de Jacques Attali. Il se montre toutefois plus pessimiste et prévoit l'affaiblissement du rôle des institutions internationales, la croissance de tendances nationalistes dans tous les pays, dont ceux du pacte de Varsovie et dans le Tiers monde, et le début d'une ère de guerres de faible et moyenne intensités. Cela devrait mener les pays à s'unir dans un gouvernement unique. 

#### Chapitre 4: la géopolitique appliquée
Douguine revient sur la renaissance de la géopolitique en Europe. Il crédite Yves Lacoste, et sa revue Hérodote. Selon Lacoste, la géopolitique sert seulement à « justifier les aspirations concurrentes des autorités ». Les grandes théories géopolitiques sont marginalisées. Sa méthode vise à comprendre des cas singuliers, il ne s'agit donc pas d'une théorie globalisante. Lacoste appelle cela « géopolitique interne ». L'auteur distingue aussi l'école française de la géopolitique électorale, fondée par André Siegfried. Il y aurait une déterminante géologique, topologique, du vote.
L'auteur souligne l'intérêt que Lacoste porte aux moyens d'information, c'est-à-dire aux médias. La société moderne n'a pas une approche plus rationnelle à l'information que les anciennes. L'image joue un rôle important. Le rôle des journalistes doit à terme se rapprocher de celui du géopolitologue, c'est-à-dire prendre en compte des facteurs géographiques, historiques, économiques, culturels, ethniques, etc., de la zone étudiée. Les médias de masse, toutefois, jouent un rôle propagandaire et non plus informatif.

#### Chapitre 5: la géopolitique de la nouvelle droite européenne
La nouvelle droite, et notamment sa composante française, est considérée par Douguine comme une des rares à avoir perpétué les idées de la géopolitique allemande d'avant-guerre. La nouvelle droite française est différente de l'extrême-droite traditionnelle française, composée de monarchistes, de catholiques, de germanophobes et d'anticommunistes. Cette nouvelle droite promeut une démocratie organique, et a une composante païenne et germanophile.
La nouvelle droite pense, avec Alain de Benoist, que l’État-nation a fait son temps et que l'Histoire appartient aux grands espaces. Un grand empire fédéral européen serait ainsi le seul acteur à pouvoir faire bouger les lignes. Cet empire serait stratégiquement uni, quoiqu'ethniquement différencié. Cette nouvelle droite est en faveur de l'autonomie énergétique (via, notamment, l'énergie nucléaire), le retrait de l'OTAN, et l'autonomie stratégique. La nouvelle droite a toutefois dérivé : alors qu'elle prônait une doctrine « ni avec l'Ouest, ni avec l'Est », elle est maintenant plus en faveur de l'Est que de l'Ouest, c'est-à-dire en faveur d'un rapprochement avec la Russie.
Douguine met en lumière la thèse de Jean Parvulesco, qui promeut la création d'un empire eurasiatique. Il est nécessaire, pour cela, qu'un bloc Paris-Moscou soit créé. La prochaine grande confrontation mondiale devrait opposer l'empire atlantique à l'empire eurasiatique.
L'auteur reprend enfin la théorie de Robert Stoikers, selon laquelle l'Europe a tout intérêt à investir l'océan indien, nouveau pivot de l'histoire mondiale. Il s'agit d'une zone critique, car à la rencontre de l'Atlantique et du Pacifique. C'est un lieu de contact des grandes civilisations. 

#### Chapitre 6: néo-eurasianisme
Les travaux de Lev Goumilev sont couverts. Il considérait l'Eurasie, zone intermédiaire, non pas comme une marge de la civilisation occidentale, mais un centre culturel, politique et ethnique dynamique et indépendant. Il soutient que les Russes sont issus d'un mélange ethnique turc et slave, ce qui légitimerait alors le contrôle de la Russie sur les territoires turciques. 
Goumilev soutient une théorie du cycle civilisationnel. Chaque groupe ethnoculturel forme une nation, un État, ou une communauté religieuse qui, comme un organisme vivant, passe par les étapes de la vie avant de mourir et devenir une relique du passé.
Le néo-eurasianisme, qui se fonde en partie sur ses travaux, soutient aujourd'hui que le monde islamique doit être un partenaire de premier plan pour la Russie. L'alliance russo-islamique est au cœur d'une alliance anti-occidentale. Cela est dû aux points communs entre les deux groupes culturels : la Russie, comme le monde islamique, rejette l'Occident sécularisé opposé aux traditions.

### Partie 3: la Russie et l'espace

#### Chapitre 1: le Heartland
Depuis sa prise de contrôle de la Sibérie, la Russie s'est étalée sur toute la zone traditionnellement qualifiée de Heartland. L'espace voisin de la Grande Russie correspond à ce que Mackinder appelait l'axe géographique de l'Histoire. Pour Douguine, la Russie est l'axe géographique de l'Histoire même, et tout tourne autour d'elle ; il n'y a que chez elle que ses intérêts stratégiques sont identiques à ceux du continent entier. 

#### Chapitre 2: le problème du Rimland
L'identité de la Russie est d'être ni de l'Occident, ni de l'Orient, ni de l'Europe, ni de l'Asie, mais de l'Eurasie. La Russie se voit comme une troisième voie, à la voix indépendante et singulière. La Russie doit donc défendre son caractère unique. Cela ne la mène pas nécessairement à l'isolationnisme autarcique, mais réduit les emprunts à l'étranger. 
D'un point de vue stratégique, l'adversaire véritable de la Russie-Heartland ne peut pas être les pays côtiers (les Rimland, comme la France ou l'Espagne), mais l'autre île qui se veut Île-Monde, à savoir l'Amérique. La priorité de la Russie doit donc être de faire des pays côtiers des alliés, grâce à une pénétration stratégique dans les zones en bord de mer et d'océan. Un pacte eurasiatique doit être signé pour assurer la neutralité de ce Rimland. Le contrôle des Rimlands est nécessaire à la Russie pour qu'elle soit une force géopolitique véritablement souveraine. 

#### Chapitre 3: rassembler l'empire
La géopolitique considère que la position d'un pays est plus important que les caractéristiques structurelles de ses institutions. L'idéologie, la politique, la culture, la nature de l'élite dirigeante, sont secondaires face au rapport entre l’État et l'espace. 
En mettant l'Europe de l'Est sous sa coupe, l'URSS a en réalité fait un grand pas dans l'unification eurasiatique et l'intégration continentale. La chute du bloc de l'Est est en grande partie due à la vulnérabilité stratégique des flans occidentaux et orientaux de l'URSS, du fait du contrôle par l'Amérique du Rimland occidental et oriental.
Les impératifs de la Russie sont ainsi :
- Recouvrer les régions perdues dans son voisinage immédiat (Ukraine, Biélorussie, etc.) ;
- Renouveler ses alliances avec les pays d'Europe de l'Est pour les garder dans son giron ;
- Se rapprocher des États de l'Occident continental, et surtout le bloc franco-allemand, qui gravite actuellement dans la direction d'une émancipation de l'Amérique et de l'OTAN ;
- Renforcer ses relations avec l'Orient continental (Iran, inde et Japon).

La Russie doit agir le plus vite possible, car, selon Douguine, les forces adverses sont déjà en mouvement. La Chine va tenter d'affermir sa puissance au nord du Kazakhstan et en Sibérie orientale ; l'Europe centrale va s'étendre jusqu'à la Russie occidentale (Ukraine, Biélorussie, la Grande Russie) ; le bloc islamique va tenter d'intégrer l'Asie centrale, la région de la Volga et l'Oural.
L'auteur soutient que l'expansion sur des terres russes par les Européens n'est pas due à un égoïsme territorial ou à la russophobie, mais par « l'inexorable logique de l'espace et de la passivité géopolitique de la Russie ». L'avancée des adversaires de la Russie en Eurasie « provoquera une réaction de la Russie et mènera à un terrible conflit intra-Eurasiatique ; il sera sans compromis, car il n'y aura théoriquement pas de solution positive : pour créer une Eurasie non-russe, il est nécessaire de détruire complètement la Russie [...] Un tel conflit créera une ligne de partage entre les Etats voisins, entre les continentaux et les anti-américains [...] Beaucoup de sang eurasiatique sera versé ».

#### Chapitre 4: les mers chaudes et les mers froides
L'objectif de long terme de la Russie est d'atteindre les mers chaudes. Les Américains et les atlantistes avec eux ont réussi à contenir l'expansion russe en sécurisant et en s'alliant avec les espaces côtiers qui entourent l'Eurasie. Les seules mers auxquelles la Russie a accès présentement sont des mers froides, qui limitent les échanges et sont une barrière insurmontable pour concurrencer les thalassocraties.
La Russie ne sera géopolitiquement complète que lorsqu'elle aura accès aux mers chaudes du Sud et de l'Occident. C'est là l'origine des nombreuses guerres russo-turques, qui n'ont finalement que renforcé la puissance britannique. 

### Partie 4: la géopolitique future de la Russie

#### Chapitre 1: le besoin d'une alternative radicale
Douguine distingue deux courants politiques en Russie. Le premier est celui des réformistes, des libéraux qui approuvent la fin de l'Histoire. Individualistes, ils soutiennent le libre marché et les normes américaines. Le deuxième est l'opposition que Douguine appelle nationale-patriotique, qui rejette le libéralisme, et s'appuie sur un fonds à la fois communiste (non léniniste) et orthodoxe-monarchistes à tendance tsariste. Les deux ont vocation à échouer : le premier parce qu'il cherche à construire une nouvelle Russie sur des bases inexistantes, et l'autre, parce qu'il cherche à recréer des structures et formes historiques qui ont mené à la chute de l'URSS.

#### Chapitre 2: les intérêts nationaux russes
Identifier les intérêts nationaux russes est rendu compliqué par la désintégration de l'URSS, qui avait pour avantage de donner des frontières et une forme certaine à l'empire. La Russie d'aujourd'hui est considérée par Douguine comme mutilée. L'auteur remarque une montée du nationalisme dans les pays de l'ancien glacis soviétique, qui se retourne parfois contre la Russie.
L'espace post-soviétique est marqué par ce que Douguine appelle la légitimité post-impériale, c'est-à-dire qu'une fois l'URSS dissoute, « ses composantes, qui étaient purement administratives, ont reçu un statut légal complet, sans lien avec la présence réelle d'un État ». Ces formations post-impériales ont vocation à rester des appendices des métropoles. L'économie du pays reste liée à l'ancien, ce qui lui permet de préserver une partie de son contrôle. L'auteur prend comme exemple les États-Unis, qui ont poussé à la décolonisation des pays européens pour saisir à leur tour et établir leur domination sur ces pays.
Douguine considère les Russes comme un peuple unique, unifié et exceptionnel, à l'origine d'un grand nombre d'autres peuples. Il en conclut que « le peuple russe fait partie des peuples messianiques. Et comme tout peuple messianique, il a un sens universel qui entre en concurrence avec non seulement les idées nationales, mais aussi avec tout universalisme universel ».

#### Chapitre 3: la Russie ne peut être russe que dans un empire
Douguine critique la décadence tsariste. La Russie aurait été infiltrée par les idéologues anglais et français, qui l'auraient petit à petit corrompue avec les idées libérales modernes.
L'auteur revient sur la formation de la Russie. Elle n'a jamais été un État-nation, dont le prototype est la France jacobine en voie de sécularisation. Dans cette France, la Nation était considérée, selon lui, comme la totalité des citoyens, et non comme le ou les peuples dans un sens organique. L’État-nation serait typiquement un État profane, bourgeois et libéral.
Douguine réutilise la philosophie de l'Histoire de Georg Wilhelm Friedrich Hegel. Ce dernier pensait que l'Idée de l'Absolu trouverait à se manifester dans sa forme finale et consciente dans la Prusse ; seulement, l'Allemagne est géopolitiquement trop faible pour pouvoir endosser ce rôle. Douguine soutient donc que c'est la Russie, qui se pense comme la Troisième Rome, qui correspond à la vision téléologique de l'Histoire. Pour l'auteur, la Russie est nécessairement impériale.
Le piège tendu par les États-Unis à la Russie est, pour Douguine, la proposition implicite de devenir une puissance régionale. Un tel État est fort sans avoir une vocation mondiale, et est incontournable dans sa sphère : il s'agit de l'Inde, de l'Iran, de la Turquie, du Pakistan, ou encore de la Chine. Cette proposition est « proche du suicide » pour le peuple russe. L'URSS a représenté un moment de grandeur pour la Russie, en termes d'étalement géographique.
Douguine propose plusieurs pistes pour que le peuple russe continue « complète sa mission historique et civilisationnelle » : 
1. Le nouvel empire russe ne doit pas être une puissance régionale, ni un État-nation.
2. Il doit être fondé sur des principes impérialistes, et se reconstruire le plus rapidement possible : tout temps perdu est un avantage donné à l'adversaire. La Russie doit rester impériale en toutes circonstances.
3. Le nouvel empire ne doit pas reproduire les erreurs du passé. Ainsi, il ne doit pas être matérialiste, ni athée, ni centré sur l'économie, il doit avoir des frontières maritimes et être entouré de pays dans son giron, prendre en compte les réalités ethniques, religieuses et locales. L’État doit participer dans l'économie de manière flexible, et seulement dans les secteurs stratégiques.
4. L'Empire doit avoir une composante sacrée, liée à la révolution conservatrice orthodoxe.

#### Chapitre 4: la nouvelle division du monde
Le nouvel empire russe doit prendre en compte l'opposition plurimillénaire entre les thalassocraties et les tellurocraties. La construction géopolitique de cet empire doit être basée sur le principe de l'ennemi commun : le rejet de l'atlantisme, du contrôle stratégique de l'Amérique, des valeurs libérales de marché, etc. La nouvelle structure géopolitique russe doit être celle de la lutte contre l'Amérique, cet ennemi commun. L'Eurasie est « prédéterminée dans le sens de l'unification géographique et stratégique », et Douguine estime que « ceci est un fait strictement scientifique ».
La tâche est compliquée par le fait que les puissances régionales eurasiatiques sont nécessairement liées aux États-Unis. Trop faibles pour se défendre face à la Russie, elles se lient en effet à un autre pays plus puissant pour leur défense. 
Parmi les pays européens que la Russie doit garder à l’œil, on trouve notamment l'Allemagne, qui est la capitale de l'Europe centrale et sa force stabilisatrice. L'Angleterre est le moins européen des États européens, et ses intérêts sont généralement opposés à ceux de l'Europe centrale. Le pays est aujourd'hui une base extérieure flottante des États-Unis. 
Pour Douguine, la France est de nature atlantiste, car opposée à l'Europe continentale et à l'empire austro-hongrois. Il y a toutefois en France une tradition anti-atlantiste, incarnée par Napoléon Ier et de Gaulle, qui vise à créer une alliance européenne indépendante des États-Unis. La Russie doit porter une attention particulière à la France, qui contrôle la côte atlantique, et donc en partie la sécurité du nouvel empire russe. Le bloc franco-allemand est un acteur majeur de l'Eurasie.
L'unification de l'Europe sous le commandement américain et l'OTAN devrait, selon l'auteur, « faire ressentir aux Européens toutes leurs contradictions géopolitiques et économiques, ce qui les frustrera, ou fera émerger spontanément un sentiment anti-américain (et peut-être pro-eurasien) ». C'est alors que la Russie doit verrouiller l'Europe en rendant la France dépendante de l'Allemagne, et l'Allemagne de la Russie. 
En Asie, le partenaire privilégié doit être le Japon, car la Chine a constamment trahi en faveur des atlantistes. La Russie devrait pousser tout projet pan-asiatique proposé par le Japon pour provoquer une éviction de l'Amérique de cette zone. Elle devrait également chercher à faire imploser la Chine en provoquant les séparatismes internes (les Tibétains, les Mongols, les musulmans du Xinjiang). Douguine soutient qu'en réaction à sa perte d'influence au Nord et à l'Est, la Chine va se retourner vers Hong Kong et Taïwan, qu'elle cherchera à récupérer.
Dans le monde arabo-musulman, l'auteur met en lumière la nécessité stratégique pour la Russie de créer une alliance pan-arabe, et d'appuyer la rhétorique de la résistance face à un ennemi commun. L'auteur relève une inclination naturelle du monde islamique à coopérer avec la Russie, en ce que ce monde considère la modernité occidentale comme incompatible avec ses croyances ; l'Iran est le pays principal avec qui créer un axe géopolitique, en ce qu'il est la forme la plus affirmée du rejet de l'atlantisme, et qu'il donne accès à la Russie aux mers chaudes.

#### Chapitre 5: le destin de la Russie dans l'Eurasie impériale
La Russie doit conserver son identité ethnique, sans quoi elle sera évacuée de l'Histoire. Le nouvel empire russe englobera plusieurs ethnies, mais les russes resteront le centre de cet empire. Douguine appelle à la « consolidation ethnique ». L'intégration des Russes d'Ukraine, du Kazakhstan, etc., ne sera pas une violation de leur souveraineté, car ces personnes sont déjà Russes. L'identité du nouvel empire doit se faire sur trois critères : « Les Russes doivent se rendre compte qu'avant tout, ils sont orthodoxes ; ensuite, qu'ils sont Russes ; enfin, qu'ils sont des humains ». 
Tous les Russes devraient donc être convertis à la religion orthodoxe, qui, seule, mène le peuple dans la bonne direction, et permet d'éviter les pièges mortels que seraient la contraception et l'avortement. La politique nationale doit prendre en main la question démographique, car la santé démographique de la Russie est déclinante : « il est nécessaire de commencer une propagande nationale aussi vite que possible au niveau national, et d'utiliser toutes les méthodes politiques et idéologiques possibles. En même temps, il est nécessaire de pousser les tendances nationalistes du peuple à ses limites, et provoquer un éveil rapide et dramatique d'un ethos puissant ».

### Partie 5: la géopolitique intérieure de la Russie

#### Chapitre 1: le sujet et la méthode
L'auteur rappelle l'importance du complexe militaro-industriel russe dans la géopolitique du pays. L'auteur appelle à s'intéresser au rôle de la capitale du pays. Moscou se situe dans un axe simple avec Kiev. Saint-Pétersbourg, l'ancienne capitale, témoignait de l'intérêt du pays pour la mer Baltique, ainsi que de l'orientation européenne de la Russie de l'époque.

#### Chapitre 2: les voies vers le Nord
Douguine s'attarde sur la question de la nature géopolitique de l'Arctique russe. Il s'agit d'une constellation de territoires russes, éparpillés sur une zone relativement homogène. La Sibérie est la réserve de la Russie, et le grand Nord est la réserve de la Sibérie. Les territoires nordiques de la Russie doivent se préparer à accueillir de la population russe à l'avenir.
L'auteur rappelle l'importance stratégique du Nord de la Russie : la plupart de ses bases militaires et de ses missiles y sont localisés. L'Arctique russe recèle aussi du sel et du nickel. 

#### Chapitre 3: les défis à l'Est
L'Orient comprend, pour la Russie, l'Afrique du Nord, le Moyen-Orient, l'Asie orientale, l'Asie centrale, et ce jusqu'au Pakistan, l'Inde et les Philippines. La Chine et l'Indochine constituent l'extrême-Orient. La Russie doit sécuriser l'Asie centrale pour éviter les immixtions de la Turquie, qui visera toujours à la déstabiliser en appuyant les populations turciques.

#### Chapitre 4: le nouvel ordre géopolitique du Sud
Douguine considère que « la géopolitique des régions du Sud [...] est liée à la mission planétaire de la Russie-Eurasie plus encore que celle des régions au Nord et à l'Est ». L'axe géographique de l'Histoire exige une expansion russe jusque dans l'océan Indien. Il est nécessaire pour elle d'obtenir une domination sur l'axe Nord-Sud. Cela exige un contrôle de la péninsule des Balkans (de la Serbie à la Bulgarie), la Moldavie et le Sud et l'Est de l'Ukraine, les régions du Rostov et de Krasnodar, le Caucase, les côtes de la mer Caspienne (le Kazakhstan et le Turkménistan), et la Mongolie.
La Russie doit contrôler la côte maritime entière de l'Eurasie, de l'Anatolie à la Corée. Cela implique de créer une confédération du Caucase pour mettre hors d'état de nuire les pays du Caucase, qui peuvent bloquer l'expansion vers les mers chaudes.
L'Ukraine est un défi pour la Russie. Pour Douguine, « l'Ukraine en tant qu'État n'a aucune signification géopolitique, aucun apport culturel ou sens universel, aucune spécificité géographique, aucune exclusivité ethnique [...] ses ambitions territoriales connues représentent un énorme danger pour toute l'Eurasie [...] Sans résolution du problème ukrainien, il est essentiellement vain de parler de politique continentale ». Contrôler l'Ukraine permet de contrôler la mer Noire, quoique l'utilité de cette mer soit limitée tant que la Turquie contrôle le Bosphore ; mais cela permet de mieux défendre l'influence turque dans la région.
La Chine est considérée comme le voisin le plus dangereux au Sud. Le pays est dual, en ce qu'il appartient à la fois à la côte, mais est également de type continental. Il se tournera naturellement vers l'Occident, dont elle a besoin pour se développer technologiquement. Un contentieux naîtra de ce que la Chine a accès au Sud de la Russie et peut la coloniser. La Russie doit nourrir le séparatisme du Xinjiang pour séparer la Chine des républiques d'Asie centrale, ainsi que celui du Tibet.

#### Chapitre 5: le danger à l'Ouest
L'Europe de l'Ouest est le Rimland de l'Eurasie. L'Occident européen est donc le « principal adversaire planétaire » de la Russie, d'autant plus que l'Europe est devenue une ceinture côtière pour les États-Unis. Ainsi, si l'Angleterre et la France étaient l'adversaire principal de la Russie au siècle dernier, la région a perdu son indépendance stratégique durant la Seconde guerre mondiale.
C'est par conséquent bien les États-Unis que la Russie doit frapper. Douguine écrit : « Il est particulièrement important de semer le désordre au sein de l'Amérique, en encourageant toutes les formes de séparatisme, de conflits ethniques, sociaux et raciaux, soutenir activement tous les mouvements dissidents extrémistes, racistes et sectaires, ainsi que déstabiliser tous les processus politiques internes du pays ». Il ajoute : « il est logique de soutenir les tendances isolationnistes de la politique Américaine, c'est-à-dire les thèses souvent défendues dans les cercles Républicains, selon lesquelles les États-Unis doivent ne s'occuper que des problèmes de politique intérieure. Cet état des affaires est hautement bénéfique pour la Russie ».
Douguine considère que le traité de Maastricht « est le premier signal de l'émergence de l'Europe en tant qu'organisme indépendant, qui cherche à retrouver son rôle historique et sa souveraineté géopolitique. L'Europe ne veut être ni russe, ni américaine ».
Pour créer l'Eurasie, la Russie doit détruire le « cordon sanitaire », c'est-à-dire les États créés et/ou soutenus par l'Occident pour se protéger de la Russie : les pays Baltes, la Pologne, la Biélorussie, l'Ukraine, la Roumanie, etc. Il ne s'agirait que d'« États fictifs ». La Biélorussie est russe et devrait être intégrée à la Russie, avec un minimum d'autonomie. 
L'Ukraine n'a, selon Douguine, « aucun sens géopolitiquement », il ne s'agit que d'une périphérie, d'une marge. La seule justification à l'existence de l'Ukraine est qu'elle fait partie du cordon sanitaire mis en place par les atlantistes. L'auteur affirme donc que « l'existence continue d'une Ukraine unifiée est inacceptable », et que le territoire doit être conquis par la Russie pour être divisé en plusieurs zones : l'Ukraine de l'Est, dans le giron moscovite ; la Crimée, qui doit obtenir un statut spécial qui assure un contrôle stratégique de Moscou ; l'Ukraine centrale, qui doit être une réalité géopolitique indépendante mais soumise ; et l'Ukraine occidentale, très proche de l'Occident, qui doit être autonome. L'Ukraine doit être conquise car elle est le talon d'Achille de la Russie dans la région. Il conclut : « la question ukrainienne rend nécessaire pour Moscou de se préparer [à l'annexion de l'Ukraine] [...] l'axe géographique de l'Histoire ne répond à aucun droit. ».

### Partie 6: analyse eurasiatique

#### Chapitre 1: géopolitique de l'orthodoxie
Le christianisme est un point de démarcation et d'achoppement entre l'empire russe futur et le reste de l'Europe. La scission entre le catholicisme et l'orthodoxie est avant-coureur des divisions entre l'Occident et la Russie, une rationnelle et individualiste, l'autre mystique et collective. La domination de la Russie dans l'orthodoxie crée une relation spéciale entre les pays orthodoxes et la Russie.
L'émergence de nouveaux États orthodoxes sont un enjeu pour l'empire russe. La perte de pouvoir des Turcs a rendu possible l'émergence de la Grèce et des peuples balkaniques ; la France a joué un rôle important dans la diffusion des idées des Lumières dans la zone. La Turquie est un adversaire naturel de la Russie, car la première utilise sa situation et ses agents pour repousser la Russie des Balkans. La Russie doit utiliser des agents sur le terrain pour soutenir les exigences de orthodoxes.  
Douguine revient sur la Grande Idée (Megale Idea). Il s'agit d'une idéologie grecque visant à recréer une Grande Grèce, en capturant des territoires turcs. La Russie considère que la Grande Idée a été soutenue et stimulée par des organisations secrètes de type maçonnique, où des gens d'influence de la Russie, mais aussi des francophiles, ont joué un rôle important. La Serbie dispose de sa propre Grande Idée, tout comme la Roumanie (Grande Roumanie historique). La Russie doit appuyer les mouvements orthodoxes anti-turcs en Bulgarie.   

#### Chapitre 2: État et territoire
Il existe trois grandes entités : l’État-nation, d'origine française ; la région, qui a une autonomie culturelle ou administrative (souvent séparatiste) ; et le grand espace, comme un Commonwealth ou une communauté, qui unit plusieurs États dans un seul bloc. L'auteur remarque que certains Européens considèrent l’État-nation comme dépassé, trop autoritaire. D'autres le considèrent comme incontournable : on trouve notamment, en France, Jean-Marie Le Pen, Georges Marchais et Jean-Pierre Chevènement, avec des doctrines très différentes.
Douguine distingue le régionalisme de gauche, sous-tendu par une idéologie selon laquelle le pouvoir est mauvais et doit être rapproché des individus, et le régionalisme de droite, lié aux traditions et à l'ethnie. Il distingue également plusieurs projets mondialistes, comme celui de Léon Trotski, communiste, ou encore celui de Jean Monnet et Richard Coudenhove-Kalergi, libéral et capitaliste.

#### Chapitre 3: problèmes géopolitiques du voisinage proche
L'auteur revient sur le cas de la domination mondiale américaine. Cette domination a été permise par l'imposition d'une Pax Americana. En détruisant l'URSS de l'intérieur, Mikhaïl Gorbatchev a été un agent du mondialisme. L'alternative est l'Europe, qui s'oppose dans certains cercles occidentaux au monde anglo-saxons. Il s'agirait alors d'une Europe anti-occidentale. Douguine réaffirme sa conviction selon laquelle l'Europe doit être organisée autour de l'Allemagne, avec l'Allemagne comme puissance majeure.
Douguine rappelle le danger que constitue le panturquisme pour la Russie impériale. L'Arabie saoudite sera opposée à la Russie, car le projet eurasiatique russe rendra l'Europe et le Japon indépendants du royaume saoudien et des États-Unis. Il revient sur le système du pétrodollar. 

#### Chapitre 4: perspectives de la guerre civile
Selon Douguine, « la possibilité d'une guerre civile en Russie devient de plus en plus pressante », et qu'on l'attende ou qu'on le redoute, il est nécessaire de s'y préparer. La Russie doit prendre garde aux agents d'influence mondialistes qui infiltrent la Russie et soutiennent des réformes politiques ou socio-économiques. 
La guerre civile la plus probable est celle qui résulterait de l'affrontement entre un des anciens territoires de l'URSS et la Russie. Ces pseudo-États, créés de manière arbitraire selon Douguine, peuvent provoquer une crise intérieure et extérieure forte. La Russie sera obligée de répondre avec l'agressivité.
Douguine prédit qu'« un conflit armé entre la Russie et les pays proches ne fera qu'affaiblir l'influence Russe dans ces États, et réduira l'attractivité de l'intégration avec la Russie [...] En plus de cela, la similarité des cultures entre les populations de la Russie et les anciennes républiques soviétiques rendra ces conflits fratricides. Dans le cas des républiques slaves, dont notamment l'Ukraine, le conflit sera aussi une tragédie nationale intérieure ». 
Une guerre civile entre les riches et les pauvres est possible ; le risque est accentué par les inégalités croissantes entre les nouveaux riches Russes et les prolétaires précarisés.
La Russie doit se méfier du scénario que l'Occident pourrait mettre en place, qui serait de mettre en place une dictature au prétexte de sauver la Russie, faire fonctionner le système économique, distraire l'attention des Russes pour mettre en place des réformes, et bloquer tout rapprochement Russe avec les entités européennes pour former l'Eurasie.

#### Chapitre 5: géopolitique du conflit yougoslave
La Russie doit garder un œil attentif aux évolutions de la Yougoslavie, car il s'agit d'une Europe miniaturisée, d'un nœud culturel et ethnique où se rencontrent toutes les oppositions. Douguine explique le soutien de la France à la Serbie. 

#### Chapitre 6: de la géographie sacrée à la géopolitique
Les concepts de la géopolitique sont les facteurs les plus décisifs dans la politique moderne. La géopolitique d'aujourd'hui est sécularisée, profane, mais c'est celle qui a retenu, selon Douguine, le plus de connivence avec la tradition. De la même manière que la chimie moderne est le résultat de la désacralisation de l'alchimie, la géopolitique a désacralisé la géographie.
L'auteur procède à une lecture mystique et magique des points cardinaux.

## Réception

### Influence en Russie
Douguine a prétendu que son livre était au programme de nombreuses institutions de l'Éducation russe. L'ouvrage est aujourd'hui considéré comme un classique de la géopolitique russe. Il a même la réputation d'être un classique de l'école d'État-major des armées russes, ce qui est confirmé par Foreign Affairs. Les thèses en ont été reprises dans des douzaines de manuels à tel point que les librairies de Moscou ont créé des sections dédiées à la géopolitique.

### Influence aux États-Unis
Le livre est apprécié au sein des milieux d'extrême-droite américaine. Steve Bannon a cité Douguine comme l'une de ses sources d'inspiration.

### Réaction en Occident
John B. Dunlop, chercheur à la Hoover Institution, a déclaré que « l'impact de manuels à visée 'eurasiste' sur les élites russes est un symptôme inquiétant de la montée des idées et sentiments fascistes durant la fin de l'ère Eltsine et pendant l'ère Poutine ».
Un essai de Timothy Snyder dans The New York Review of Books soutient que les Fondamentaux de géopolitique sont influencés par les travaux de Carl Schmitt, auteur de thèses sur un ordre conservateur international dont les écrits ont influencé les nazis.
Le livre est cité par le Guardian comme une matrice idéologique du nationalisme russe en 2016, et fait l'objet d'un reportage par Tucker Carlson, sur Fox News Channel, en 2021.